# تاندم آئرو
تاندم آئرو (به انگلیسی: Tandem Aero) یک شرکت هواپیمایی با کد یاتا TQ است که در ۱۹۹۸ میلادی تأسیس شده‌است. دفتر مرکزی تاندم آئرو در کیشیناو، مولداوی واقع شده‌است و قطب این شرکت هواپیمایی در فرودگاه بین‌المللی کیشیناو قرار دارد و به ۱ مقصد، پرواز انجام می‌دهد.